# Seychellen op de Olympische Zomerspelen 1984
De Seychellen namen deel aan de Olympische Zomerspelen 1984 in Los Angeles, Verenigde Staten. Tot de selectie behoorden negen atleten, actief in twee sporten. De Seychellen wonnen geen olympische medaille in 1984.

## Deelnemers en resultaten
(m) = mannen, (v) = vrouwen 

### Atletiek
| Olympiër         | Discipline             | Resultaat | Prestatie                            |
| ---------------- | ---------------------- | --------- | ------------------------------------ |
| Denis Rose       | 100m (m)               | 70e       | serie 7: 7de in 11,04                |
| Denis Rose       | 200m (m)               | 54e       | serie 9: 7de in 21,87                |
| Vincent Confait  | 400m (m)               | DSQ       | serie 10: gediskwalificeerd          |
| Philip Sinon     | 800m (m)               | 64e       | serie 6: 8ste in 2.04,89             |
| Philip Sinon     | 1500m (m)              | 47e       | serie 6: 9de in 4.25,80.             |
| Albert Marie     | 10000m (m)             | 41e       | serie 3: 14de in 32.04,11            |
| Vincent Confait  | 400m horden (m)        | 40e       | serie 3: 7de in 53,62                |
| Albert Marie     | 3000m steeplechase (m) | 32e       | serie 3: 11de in 9.32,30             |
|                  |                        |           |                                      |
| Marie-Ange Wirtz | 100m (v)               | 45e       | serie 6: 8ste in 12,61               |
| Marie-Ange Wirtz | 200m (v)               | 36e       | serie 2: 7de in 25,88                |
| Marie-Ange Wirtz | verspringen (v)        | 23e       | kwalificatie groep B: 12de met 5,21m |

### Boksen
| Olympiër            | Discipline  | Resultaat | Prestatie                                                                       |
| ------------------- | ----------- | --------- | ------------------------------------------------------------------------------- |
| Jean-Claude Labonte | –60kg (m)   | 17e       | 1ste ronde: vrij 2de ronde: V van ESP Hernando: 0-5                             |
| Ramy Zialor         | –63,5kg (m) | 17e       | 1ste ronde: vrij 2de ronde: V van CMR Mbereke: 0-5                              |
| Basil Boniface      | –67kg (m)   | 17e       | 1ste ronde: vrij 2de ronde: V van IRL Joyce: scheidsrechterlijke beslissing     |
| Ralph Labrosse      | –71kg (m)   | 9e        | 1ste ronde: vrij 2de ronde: W van CMR Mella: 4-1 3de ronde: V van CIV Sery: 1-4 |